# كالي و إل داندي
كالي و إل داندي (بالإسبانية:Cali & El Dandee)  هما ثنائي كولومبي يعملان في مجال موسيقى البوب اللاتيني يتألف من الأخوين أليخاندرو رينخيفو (كالي) و ماوريسيو رينخيفو (داندي). بدأوا حياتهم المهنية في عام 2008 و أصبحا يعملان معًا منذ ذلك الحين. إلى جانب الغناء ، فإن داندي نشط أيضًا كمنتج فقد شارك في إنتاج أغنية لويس فونسي و دادي يانكي الشهيرة "Despacito" من بين أعمال آخرى مع الكثير من النجوم في الموسيقى اللاتينية.
من أبرز أغانيهم هي "Gol" و "Volver" و "Move Your Body" و "Tus Ojos" و "Lento" و "La Muda". أكثر الأغاني الفردية نجاحًا "Por Fin Te Encontré" و "Yo Te Esperaré". أخر أغنيتان تلقتا أكثر من مليار و 500 مليون مشاهدة على اليوتيوب . تم إصدار ألبومهم الأول 3 صباحًا في 10 يوليو 2012 ، تحت علامة شركة يونيفرسال ميوزيك الإسبانية .